# Workingman's Dead
| Recensione                    | Giudizio |
| ----------------------------- | -------- |
| Allmusic                      | [ 1 ]    |
| American Songwriter           | [ 2 ]    |
| Christgau's Record Guide      | A        |
| Pitchfork                     | [ 4 ]    |
| Rolling Stone                 | [ 5 ]    |
| Encyclopedia of Popular Music | [ 6 ]    |
| Piero Scaruffi                | [ 7 ]    |

Workingman's Dead è il quarto album in studio del gruppo rock statunitense Grateful Dead. Il disco venne registrato nel febbraio 1970 e pubblicato il 14 giugno dello stesso anno negli Stati Uniti.
Nel 2003 l'album è stato classificato al numero 262 della lista dei 500 miglior dischi di tutti i tempi dalla rivista Rolling Stone.
L'album è stato ristampato in tre diversi formati nel 2003: come parte del cofanetto The Golden Road (1965-1973) 12-CD box set, come versione CD rimasterizzata ed estesa, ed infine come DVD audio.

## Il disco
Il titolo dell'album deriva da un commento fatto da Jerry Garcia al paroliere Robert Hunter circa il nuovo album che avrebbe dovuto essere, secondo lui, "the Workingman's Dead version of the band" (la versione operaia dei Dead).
La Warner Bros. fece uscire come singolo Uncle John's Band (B-side New Speedway Boogie), senza riscuotere particolari consensi. Anche Casey Jones venne pubblicata su singolo, ma non riuscì ad entrare in classifica.
Il paroliere Robert Hunter appare come settimo membro della band sulla copertina del disco.
L'album venne votato dai lettori di Rolling Stone come miglior album del 1970, davanti a Déjà Vu di Crosby, Stills, Nash & Young e Moondance di Van Morrison.

### Registrazione
La band fece ritorno al Pacific High Recording Studio di San Francisco per incidere l'album in appena nove giorni. Garcia disse che il sound generale dell'album, che si discostava decisamente dalla psichedelia per abbracciare la musica tradizionale americana con il country e il folk, derivò oltre che dalla partnership compositiva con Hunter, anche dall'amicizia della band con Crosby, Stills & Nash. A tal proposito, alcune canzoni come Uncle John's Band, High Time e Cumberland Blues (modellata sulla Working Man Blues di Buck Owens) ricevettero un arrangiamento improntato sulle armonie vocali collettive sullo stile dei brani di Crosby, Stills, Nash & Young, che non facevano parte del repertorio dei Dead.
Il paroliere Robert Hunter si era unito alla band on the road per la prima volta, fatto che risultò in una velocizzazione del processo compositivo delle canzoni. Discostandosi decisamente dall'acid rock che li aveva contraddistinti finora, i Grateful Dead imboccarono una nuova direzione musicale, recuperando le proprie radici folk. Il bassista Phil Lesh dichiarò: «I testi delle canzoni riflettevano una "vecchia, strana" America che forse non era mai esistita ... L'apparizione quasi miracolosa di queste nuove canzoni generò anche un enorme cambiamento di paradigma nella nostra mente di gruppo: dalla frenesia masticatoria di un drago sputafuoco a sette teste al calore e alla serenità di un coro di cherubini cantilenanti. Anche la copertina dell'album riflette questa nuova direzione: la copertina di Aoxomoxoa è colorata e psichedelica, mentre quella di Workingman’s Dead è monocromatica e color seppia».
Workingman's Dead e American Beauty, l'album stilisticamente affine che seguì pochi mesi dopo, furono, secondo il batterista Bill Kreutzmann, entrambi influenzati dal country di Bakersfield. Egli spiegò: "Cercammo di essere un gruppo di Bakersfield ma uno che ancora suonasse come se fossimo a trecento miglia di distanza a nord di quella città ... mantenendo le nostre radici psichedeliche. Workingman's Dead era tutto sullo scoprire la forma canzone ... American Beauty divenne tutto incentrato sull'avere le armonie giuste per potere fare questo».
Mentre era in tour a Boulder, Colorado, l'anno precedente, Garcia aveva acquistato una pedal steel guitar ed ora era fortemente interessato a suonarla nelle nuove canzoni. Molte delle nuove composizioni avevano un sapore decisamente country (Dire Wolf, Friend of the Devil, High Time, Casey Jones, Ripple), e la band era elettrizzata da un così completo cambiamento stilistico pur mantenendo la totale "stranezza" che caratterizzava il gruppo.
Nell'estate del 1968 Stephen Stills soggiornò per un periodo nel ranch di Mickey Hart a Novato. La sua conoscenza influenzò Jerry Garcia e Bob Weir, ricordò Hart: «Lui e David Crosby ci fecero veramente scoprire le possibilità della voce come strumento. Questo ci allontanò dalla pura improvvisazione e ci spinse più verso le canzoni».
Garcia commentò che la maggior parte delle nuove sonorità furono il risultato della sua partnership con Hunter, oltre che dell'amicizia della band con Crosby, Stills e Nash: «Sentendo cantare quei ragazzi e quanto suonassero bene insieme, abbiamo pensato: possiamo provarci. Lavoriamoci un po'».

## Tracce
- Tutti i brani sono opera di Jerry Garcia & Robert Hunter eccetto dove indicato.

Lato 1
1. Uncle John's Band – 4:42
2. High Time – 5:12
3. Dire Wolf – 3:11
4. New Speedway Boogie – 4:01

Lato 2
1. Cumberland Blues (Garcia, Hunter, & Phil Lesh) – 3:14
2. Black Peter– 5:41
3. Easy Wind (Hunter) – 4:57
4. Casey Jones – 4:24

### Bonus tracks ristampa CD 2003
1. New Speedway Boogie (alternate mix) – 4:10
2. Dire Wolf (live) – 2:31
3. Black Peter (live) – 9:07
4. Easy Wind (live) – 8:09
5. Cumberland Blues (live) – 4:52
6. Mason's Children (live) (Garcia, Hunter, Lesh, & Bob Weir) – 6:32
7. Uncle John's Band (live) – 7:57
8. Radio promo – 1:00

## Formazione
Grateful Dead
- Jerry Garcia – chitarra solista, pedal steel guitar, voce
- Bob Weir – chitarra, voce
- Ron "Pigpen" McKernan – tastiere, armonica a bocca, voce
- Phil Lesh – basso, voce
- Bill Kreutzmann – batteria
- Mickey Hart – batteria
- Tom Constanten – tastiere nelle tracce bonus dal vivo Dire Wolf, Black Peter, Easy Wind, Cumberland Blues, Mason's Children

Musicisti aggiuntivi
- David Nelson – chitarra acustica in Cumberland Blues